# Diana Hyland
Diana Hyland (25 de enero de 1936-27 de marzo de 1977) fue una actriz estadounidense de teatro, cine y televisión.

## Carrera
Hyland nació como Diana Gentner en Cleveland Heights (Ohio). Hizo su debut como actriz en 1955 a la edad de 19 años, en un episodio de Robert Montgomery presenta. Durante los siguientes diez años participó en multitud de papeles de invitado y reparto en varias series televisivas, incluyendo Días delices, La undécima hora, El fugitivo y The Twilight Zone, antes de ser incluida en un papel principal junto a Marlon Brando, Jane Fonda y Robert Redford en la película La jauría humana (1966).
En 1959 comenzó con la representación en Broadway de la obra de Tennessee Williams Dulce pájaro de juventud (1959), en el papel de Heavenly Finley y junto a Geraldine Page and Paul Newman.
Entre 1958 y 1963 Hyland apareció de forma regular en la serie de la NBC El joven doctor Malone donde representó el papel de Gig Houseman, esposa del joven Dr. Malone. En 1965 apareció en el capítulo Set Fire to a Straw Man de la serie de televisión El Fugitivo en el papel de Stella Savano. Dos años después volvió a aparecer en la serie, en el capítulo Dossier on a Diplomar donde interpretó a Allison, asistente de un embajador. En 1966 actuó en el capítulo The Devil´s disciples como Penny, novia de Hutch (Bruce Dern), el líder de una pandilla de motociclistas.  También representó un papel recurrente en la serie de televisión Peyton Place desde 1968 a 1969. En 1976, apareció en la película El chico en la burbuja de plástico por lo que fue galardonada de forma póstuma con un premio Emmy. Al año siguiente, firmó un contrato para representar a la mujer de Dick Van Patten en la serie Con ocho basta, serie en la que sólo apareció durante cuatro episodios antes de que le sobreviniera la muerte en el mismo año.

## Vida personal
Estuvo saliendo con el actor Joe Goodson durante un tiempo antes de que los dos se casaran el 24 de abril de 1969. En 1973, fruto del matrimonio con Goodson y antes de que se divorciaran en 1975, nació un niño, Zachary Goodson.
En 1976, comenzó una relación romántica con el actor John Travolta después de que ambos se conocieran en la película El chico en la burbuja de plástico.

### Muerte
En 1977 fue diagnosticada con cáncer de mama, motivo por el que sufrió una mastectomía. A pesar de la mastectomía, el cáncer continuó su avance y su salud se deterioró rápidamente. Hyland y Travolta estuvieron juntos hasta la muerte de ella el 27 de marzo de 1977 en Los Ángeles, California. Después de la muerte de Hyland, su hijo (entonces un niño de cuatro años) pasó a la custodia de su exmarido, Joe Goodson.